# Pintér Tibor (színművész)
Pintér Tibor (Budapest, 1974. január 21. –) magyar színész, énekes, rendező, producer, a Szigetszentmiklósi Sziget Színház és a Nemzeti Lovas Színház igazgatója.

## Életpályája
1997-ben diplomázott a Színház- és Filmművészeti Főiskola operett-musical szakán, Szinetár Miklós osztályában. Előszerződéses ösztöndíjjal két évadra a Veszprémi Petőfi Színház társulatának tagja volt, ahol főszerepeket is játszott.
Játszott ezen kívül még a Budapesti Operettszínházban, a Miskolci Nemzeti Színházban és a Ruttkai Éva Színházban.
2002-ben megalapította saját utazószínházát Sziget Színház néven Szigetszentmiklóson, melynek darabjait az elmúlt években nagy sikerrel mutatták be az ország számos részén, sőt az országhatárokon túl is. A társulat átlagosan évi 150 előadást játszik.
2003-tól 2 évig a Budapesti Moulin Rouge énekese és házigazdája volt, ahol heti 4 alkalommal revüműsorral szórakoztatta a magyar és külföldi vendégeket.
2006-tól 2012-ig a Komáromi Magyar Lovas Színház rendezője, művészeti vezetője és színésze volt.
2013-ban megalapította a Nemzeti Lovas Színházat, amelynek igazgatója, rendezője és producere.

## Díjai, elismerései
- Pepita Különdíj (2011)

## Színpadi szerepei
- Gizella rockopera:....Sámán
- Tennessee Williams: A kaktusz virága:....Igor
- Leonard Bernstein: West Side Story:....Riff, Tony
- Jonavan Druten–Christopher Isherwood: Cabaret....Clifford Bradshaw
- Andrew Lloyd Webber–Tim Rice: Evita....Magaldi
- Lévay Szilveszter–Michael Kunze: Elisabeth....Ferenc József
- Kálmán Imre: Csárdáskirálynő....Edvin herceg
- Fenyő Miklós: Hotel Menthol....Pajesz
- Zágon István–Eisemann Mihály: Hyppolit, a lakáj....Nagy András
- Petőfi Sándor: János vitéz....Kukorica Jancsi
- Kálmán Imre: A cirkuszhercegnő....Mr. X
- Pierre Barillet–Jean-Pierre Grédy: A kaktusz virága....Igor
- Presser Gábor–Sztevanovity Dusán–Horváth Péter: A padlás....Rádiós
- Jacobi Viktor–Martos Ferenc–Bródy Miksa: Leányvásár....Tom Miggles
- Kálmán Imre: Marica grófnő....Endrődy-Wittenburg Tasziló, gróf
- Szekeres Géza–Bradányi Iván: Cyrano....Cyrano
- Ifj. Johann Strauss: A denevér....Eisenstein, a férj
- Gerome Ragni–Galt MacDermot–James Rado: Hair....Berger
- Jim Jacobs–Warren Casey: Grease....Danny Zuko
- Ábrahám Pál–Harmath Imre: Viktória....Koltay László
- Bram Stoker: Drakula....Drakula
- Andrew Lloyd Webber–Tim Rice: József és a színes szélesvásznú álomkabát....Fáraó
- A Dzsungel Könyve... Sir Kán
- Trója – rockopera....Akhilleusz
- Moulin Rouge Gála
- Musical Gála
- Elfújta a szél

### Rendezései
- Kálmán Imre: A cirkuszhercegnő – Sziget Színház
- Szekeres Géza–Bradányi Iván: Cyrano – Városmajori Szabadtéri Színpad
- Dés László–Geszti Péter–Békés Pál: A dzsungel könyve – Sziget színház
- Jim Jacobs–Warren Casey: Grease – Sziget Színház
- Andrew Lloyd Webber: Jézus Krisztus szupersztár
- József és a színes szélesvásznú álomkabát – Sziget Színház
- A padlás – Sziget Színház
- Hyppolit, a lakáj – Sziget Színház
- A kaktusz virága – Sziget Színház
- Viktória – Sziget Színház
- Leányvásár – Sziget Színház
- Trója rockopera – Magyar Lovas Színház-Komárom
- Honfoglalás – Magyar Lovas Színház-Komárom
- Az utolsó betyár – Magyar Lovas Színház-Komárom
- EDDA musical A KÖR -Szigetszentmiklósi Sziget Színház
- Mátyás az igazságos – Nemzeti Lovas Színház

## Lemezei

### Szólólemezek
- Tábortűz (2003) – Idea Produkció

### Válogatás
- Best of Musical 1 (2006) – Universal, aranylemez lett
- Best of Musical 2 (2006) – Universal

## Producer
- Drakula – musical két felvonásban (2007)
- Trója – rockopera két felvonásban (2010)
- Honfoglalás (2011)
- Az utolsó betyár (2012)
- EDDA musical A KÖR (2013)
- Mátyás, az igazságos (2013)

## Filmjei
- Hello, Doki /tévésorozat/ 4 epizód (1996)
- Szomszédok /teleregény/ 33 epizód (1997–1999) ... Kiss Viktor
- Barátok közt (2000) ... Bakos Gergely
- A négyes pálya (2001)
- Napóleon (tévé-minisorozat) 4 epizód (2002) ... segédtiszt
- Fej vagy írás (2005) ... Pimasz üzletember
- A katedrális /tévésorozat/ 8 epizód (2010) ... Shareburg
- Jóban Rosszban (2012) ... Kolozsi Pál
- Emerald city /tévésorozat/ 3 epizód (2017) ... Spee
- Mi vagyunk Azahriah (2024)

## Egyéb televíziós munkái
- Legyen Ön is milliomos! tévés vetélkedő szereplő (2007)
- Celeb vagyok, ments ki innen! 5. évad reality show-szereplő (2017)
- A legbátrabb páros kaland reality show-szereplő (2018)
- Sztárban sztár 6. évad tévéshow-szereplő (2018)
- Álarcos énekes 2. évad tévéshow-szereplő (2020)
- Szárbox 3. évad ökölvívó gálaműsor-szereplő (2023)